# Thiên Nguyên

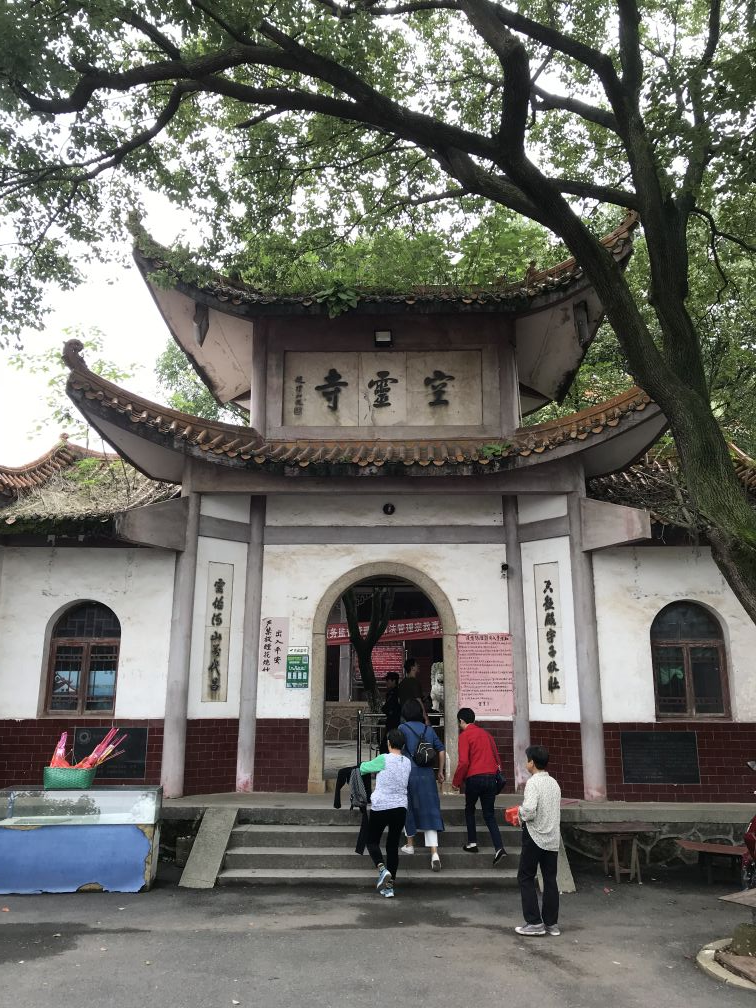
Chúa Không Linh ở Thiên Nguyên

Thiên Nguyên (chữ Hán giản thể: 天元区, Hán Việt: Thiên Nguyên khu) là một quận thuộc địa cấp thị Chu Châu, Cộng hoà Nhân dân Trung Hoa. Quận này được thành lập ngày 31 tháng 5 năm 1997, có diện tích 152 km2, nằm ở tây nam bộ của trung tâm Chu Châu. Phía bắc và phía đông nam có sông Tương Giang bao quanh, phía tây tây giáp huyện Tương Đàm, phía bắc và đông đối diện với quận Lô Tùng và Thạch Phong qua sông Tương Giang. GDP quận này năm 2005 là 3,133 tỷ nhân dân tệ. Quận này có dân số có đăng ký hộ khẩu là 128.213 người, trong đó dân số phi nông nghiệp là 71.334 người, dân số nông nghiệp là 56.879 người. Quận lỵ nằm ở đường Hoàng Hà Bắc.